# Helenius Acro
Pour les articles homonymes, voir Acro et Acron (homonymie).
Helenius Acro ou Acron d'Hélène (sans doute avant le IIIe siècle) était un grammairien de la Rome antique.

## Biographie
Helenius Acro vivait vraisemblablement à l'époque de Marc Aurèle, mais certainement avant Pomponius Porphyrion, le commentateur d'Horace. Il écrivit lui-même des commentaires sur les poésies d'Horace et sur des pièces de Térence. Il a certainement travaillé sur les Adelphes de Térence et probablement aussi sur L'Eunuque. On doute s'il a également écrit un commentaire sur le satiriste Perse.
Les ouvrages d'Acro ne nous sont connus qu'indirecrement, par Charisius, qui dépend lui-même de Iulius Romanus.
Autrefois, on considérait comme étant d'Helenius Acro diverses scholies sur Horace qu'on attribue maintenant à un Pseudo-Acron, car les manuscrits de ces scholies qui portent le nom d'Acro ne remontent pas au-delà du XVe siècle. Toutefois, il n'est pas impossible qu'une partie de ces scholies remonte effectivement au véritable Helenius Acro.

## Éditions
- Otto Keller (éd.), Scholia in Horatium vetustiora: Pseudacro, Teubner, Leipzig, 1902-1904, (2 vol.)
- Bibliotheca Teubneriana Latina (BTL) 3, éditeur : Centre "Traditio Litterarum Occidentalium" Turnhout, Saur, Munich, 2004,  (ISBN 3-598-40834-X)

## Travaux
- Wessner, RE VII, 2840 ss.
- V. D'Antò, Pseudoacronia, Latomus 19, 1960, p. 768 ss.

## Sources
- (de) Cet article est partiellement ou en totalité issu de l’article de Wikipédia en allemand intitulé « Helenius Acro » (voir la liste des auteurs).